# Gromada Wręczyca Wielka
Gromada Wręczyca Wielka war eine Verwaltungseinheit in der Volksrepublik Polen zwischen 1954 und 1972. Verwaltet wurde die Gromada vom Gromadzka Rada Narodowa, dessen Sitz sich in Wręczyca Wielka befand und aus 23 Mitgliedern bestand.
Die Gromada Wręczyca Wielka gehörte zum Powiat Kłobucki in der Woiwodschaft Katowice (damals Stalinogród) und bestand aus der ehemaligen Gromadas Grodzisko, Wręczyca Mała und Wręczyca Wielka der aufgelösten Gmina Wręczyca Wielka, sowie die Waldstücken N°149–153, 172, 173, 181–184, 192–198, 200–203, 209, 216 i 223–228 aus dem Forstgebiet Grodzisko.
Zum 31. Dezember 1959 kam das Dorf Pierzchno und die Siedlung Kolonia Pierzchno und Pierzchno-Towarzystwo sowie die Waldgebiete 122, 136, 137, 169–171 i 177–180 aus dem Forstgebiet Grodzisko der aufgelösten Gromada Libidza.
Die Gromada Wręczyca Wielka wurde Ende 1972 aufgelöst und ging in der wiedereingeführten Gmina Wręczyca Wielka auf.